# Nicolas Yunes
Nicolás Yunes (Buenos Aires, 17 luglio 1980) è un fisico argentino, professore presso l’Università dell'Illinois - Urbana-Champaign e fondatore dell’Illinois Center for Advanced Studies of the Universe(ICASU).
Le sue ricerche si concentrano sulla relatività generale, la gravità estrema, le onde gravitazionali e i sistemi binari compatti.

## Biografia e formazione
Yunes è nato a Buenos Aires, in Argentina. Si è laureato in fisica presso la Washington University in St. Louis nel 2003. Ha proseguito con un dottorato presso la Pennsylvania State University, proponendo le onde gravitazionali come strumento per testare la gravità quantistica nei segnali provenienti da sistemi binari compatti. Durante il dottorato ha lavorato come monitor scientifico presso l’osservatorio LIGO di Hanford.
Dal 2008 al 2010 è stato ricercatore associato all’Università di Princeton, e nel 2010 è diventato Einstein Fellow al MIT.

## Carriera e ricerca
Nel 2011 è entrato alla Montana State University come professore assistente, diventando professore associato nel 2016. Qui ha co-fondato l’eXtreme Gravity Institute (XGI). Nel 2019 è stato nominato professore ordinario all’Università dell'Illinois - Urbana-Champaign.
Yunes ha partecipato alla creazione del parametrized post-Einsteinian framework, un formalismo teorico per testare la teoria della relatività generale tramite onde gravitazionali.
Ha collaborato con la NASA utilizzando i dati del Neutron Star Interior Composition Explorer (NICER), installato sulla Stazione Spaziale Internazionale nel 2017. Ha inoltre lavorato con il progetto LISA (Laser Interferometer Space Antenna) dell’Agenzia Spaziale Europea per lo studio delle onde gravitazionali emesse da sistemi a rapporto estremo di massa.

### Opere divulgative e didattiche
Nel 2020 ha pubblicato, insieme a Clifford M. Will, il libro divulgativo Is Einstein Still Right?. Nel 2022 ha pubblicato, con M. Coleman Miller, il manuale universitario Gravitational Waves in Physics and Astrophysics.

## Riconoscimenti
- 2008 – Pennsylvania State University Alumni Dissertation Award
- 2009 – Premio Jürgen Ehlers Thesis Prize
- 2010 – NASA Einstein Fellowship
- 2013 – Montana State University College of Letters and Science Fellow in Engagement
- 2013 – National Science Foundation CAREER Award
- 2015 – Young Scientist Prize della rivista General Relativity and Gravitation
- 2017 – Fox Faculty Award for Outstanding Research
- 2022 – Eletto Fellow della American Physical Society

## Pubblicazioni selezionate
- Alexander S.; Yunes N. (2009). Chern-Simons modified general relativity. Physics Reports, 480: 1–55. DOI: 10.1016/J.PHYSREP.2009.07.002
- Yagi K.; Yunes N. (2013). I-Love-Q: unexpected universal relations for neutron stars and quark stars. Science, 341 (6144): 365–368. DOI: 10.1126/SCIENCE.1236462

## Vita privata
Yunes si è sposato nel 2008 e ha una figlia nata nel 2014. È figlio di Zoila Lorenzo e del dott. Roberto A. Yunes, ex direttore dell’ospedale Tobar García.